# Liste des cancérogènes du groupe 4 du CIRC
La liste des cancérogènes du groupe 4 du CIRC référence les agents classés comme probablement pas cancérogènes pour l’Homme par le Centre international de recherche sur le cancer (CIRC).
Le classement d’un « agent » dans cette catégorie est préconisé lorsqu’il existe des preuves suggérant une absence de cancérogénicité pour l'Homme.
Le classement des cancérogènes par groupe du CIRC ne reflète pas le niveau de risque, mais le degré de certitude quant à l'effet cancérigène d'une substance. Cela ne reflète donc pas la probabilité de causer un cancer compte tenu du niveau d'exposition à cet agent cancérigène mais indique le degré de certitude de la capacité à provoquer un cancer d'un agent peu importe le niveau de risque encouru.

## Classification par le CIRC
Le CIRC classe les agents, mélanges et expositions en 4 autres catégories :
- Catégorie 1: cancérogène certains pour l'homme.
- Catégorie 2A : cancérogène probable pour l'homme.
- Catégorie 2B : cancérogène possible pour l'homme.
- Catégorie 3 : inclassable quant à sa cancérogénicité pour l'homme.
- Catégorie 4 : probablement non cancérogène pour l'homme. Seul le caprolactame a déjà été classé dans cette catégorie, avant d'être reclassé dans la catégorie 3 en 2019[3].

## Agents
En mai 2021, cette liste ne comprend aucune substance. Seul le caprolactame y a été classé par le CIRC jusqu'en 2019, date à laquelle il a été reclassé dans le groupe 3.
| Nom                                                        | CAS | Volume |
| ---------------------------------------------------------- | --- | ------ |
| Fusarium sporotrichioides, toxins derived from (T-2 toxin) |     | 56     |
| Microcystis extracts                                       |     | 94     |
|                                                            |     |        |